# Polelassothys plumitarsus
Polelassothys plumitarsus är en fjärilsart som beskrevs av Antonius Johannes Theodorus Janse 1920. Polelassothys plumitarsus ingår i släktet Polelassothys och familjen tandspinnare. Inga underarter finns listade i Catalogue of Life.